# Женская сборная Хорватии по баскетболу
Женская сборная Хорватии по баскетболу — женская сборная команда Хорватии, представлявшая эту страну на международных баскетбольных соревнованиях вплоть с 1 января 1992 года после распада Югославии.

## Результаты

### Олимпийские игры
- 2012

### Чемпионат мира по баскетболу среди женщин
Не участвовала

### Чемпионат Европы по баскетболу среди женщин
- 1995 8-е место
- 1999 8-е место
- 2007 13-е место
- 2011 5-е место
- 2013 11-е место
- 2015 12-е место
- 2021 11-е место